# Коичиро Фукуи
Коичиро Фукуи е японски дипломат.
- Посланик в България от 2004 до 2007 г.

Завършва юридическия факултет на Токийския университет.